# Becskeháza
Becskeháza is een plaats (község) en gemeente in het Hongaarse comitaat Borsod-Abaúj-Zemplén. Becskeháza telt 50 inwoners (2001).